# Tongeia fischeri
Tongeia fischeri is een vlinder uit de familie van de Lycaenidae. De wetenschappelijke naam is voor het eerst gepubliceerd in 1843 door Eduard Friedrich Eversmann.
De soort komt voor in Rusland (het oostelijk deel van Europees Rusland en Siberië), Kazachstan, Zuid-Korea en Japan.